# Andrej Melnitjenko
Andrej Igorevitj Melnitjenko (ryska: Андрей Игоревич Мельниченко), född 8 mars 1972 i Homel, Vitryska SSR i Sovjetunionen, är en rysk entreprenör, affärsman och filantrop.
Han har sina affärsverksamheter inom branscherna för elektricitet, kolbrytning (SUEK) och konstgödsel (Eurochem). Melnitjenko var tidigare involverad i banksektorn och med banken MDM Bank. Han hade nära kopplingar till oligarken Sergej Popov, då de var affärspartners från slutet av 1990-talet och fram till 2006. Den amerikanska ekonomitidskriften Forbes rankar Melnitjenko som världens 92:a rikaste med en förmögenhet på $13,1 miljarder för den 23 oktober 2018.
Han avlade en kandidatexamen i företagsekonomi vid Rossijskij Ekonomitjeskij Universitet Imeni G.V. Plechanova.
Melnitjenko äger megayachten A och segelyachten A, som kostade honom totalt $750 miljoner att införskaffa.